# Шефер, Нолан
Нолан Шефер (англ. Nolan Schaefer; 15 января 1980, Йеллоу-Грасс, Саскачеван) — канадский хоккеист, вратарь. Завершил карьеру игрока по окончании сезона 2014/15.

## Карьера
В юности играл за команду Колледжа Провиденс. Шефер был выбран в 2000 году на драфте НХЛ клубом «Сан-Хосе Шаркс» в 5-м раунде под общим 166-м номером, а в 2003 году заключил с «акулами» трёхлетний контракт. Пробиться в состав команды, где вратарскую бригаду составляли Евгений Набоков и Веса Тоскала, он не смог и три года провёл в АХЛ. В 2005 году Шефер переподписал контракт с «акулами» на 1 год и вскоре получил возможность дебютировать в НХЛ. 26 октября 2005 года Нолан провёл свой первый матч за «Сан-Хосе», заменив травмированного Тоскалу. Всего Шефер провёл 7 матчей в форме «акул».
В феврале 2007 года «Сан-Хосе» обменял Шефера в «Питтсбург», а уже в июле 2007 года Нолан поставил подпись под двухлетним соглашением с «Миннесотой» (однако за оба эти клуба в НХЛ он не играл). Он провёл два года в фарм-клубе в АХЛ, где был одним из лучших в лиге по проценту отражённых бросков и по вратарским победам, вызывался на «Матч всех звёзд» и удостаивался Гарри (Хэп) Холмс Мемориал Эворд.
В общей сложности в АХЛ провёл 8 сезонов, выступал там за клубы: «Кливленд Баронз», «Вустер Шаркс», «Херши Бэрс», «Уилкс-Барре/Скрэнтон Пингвинз», «Хьюстон Эйрос».
17 августа 2009 года ЦСКА заключил контракт с Ноланом Шефером. В сезоне 2009/10 Шефер боролся за место в составе с Константином Барулиным, получая примерно в два раза меньше игрового времени, чем Барулин.
5 июля 2010 года было сообщено, что Шефер подписал контракт с «Бостон Брюинз».